# Gargantuavis
Gargantuavis – rodzaj dużego nielotnego ptaka żyjącego w późnej kredzie na terenach współczesnej Europy.

## Historia odkryć
W 1995 roku Éric Buffetaut i współpracownicy wstępnie opisali należący do dużego ptaka fragment synsakrum z Fox-Amphoux w Prowansji. Trzy lata później Buffetaut i Jean Le Leouff na podstawie niekompletnej kości miednicznej obejmującej synsakrum i część kości biodrowej ustanowili gatunek Gargantuavis philoinos, do którego przypisali również stosunkowo krótką, masywną kość udową. Skamieniałości te pochodzą z Campagne-sur-Aude i Villespassans w Langwedocji. W 2013 roku opisano odkryty w Cruzy duży, heteroceliczny (siodełkowaty) kręg szyjny, który także przypisano do Gargantuavis. W 2015 roku doniesiono o odkryciu kolejnych dwóch synsakrów z zachowanymi fragmentami kości biodrowej na stanowisku w Fox-Amphoux. Jest to jak dotąd jedyne stanowisko, z którego znany jest więcej niż jeden okaz Gargantuavis (łącznie trzy). Dwa lata później opisano pierwszą skamieniałość tego ptaka spoza Francji – pochodzi ona z datowanych na późny kampan osadów w Laño w północno-zachodniej Hiszpanii.
Badania magnetostratygraficzne sugerują, że osady w Laño pochodzą z końca kampanu, podczas gdy w lokalizacji typowej w Fox-Amphoux – z wczesnego mastrychtu. Dane magnetostratygraficzne nie są na razie dostępne z pozostałych stanowisk, na których odkryto kości Gargantuavis, jednak najprawdopodobniej także powstały one w kampanie lub mastrychcie. Wszystkie tworzyły w późnej kredzie Wyspę Ibero-Armorykańską. Gargantuavis był prawdopodobnie taksonem endemicznym dla tej wyspy.

## Budowa i systematyka

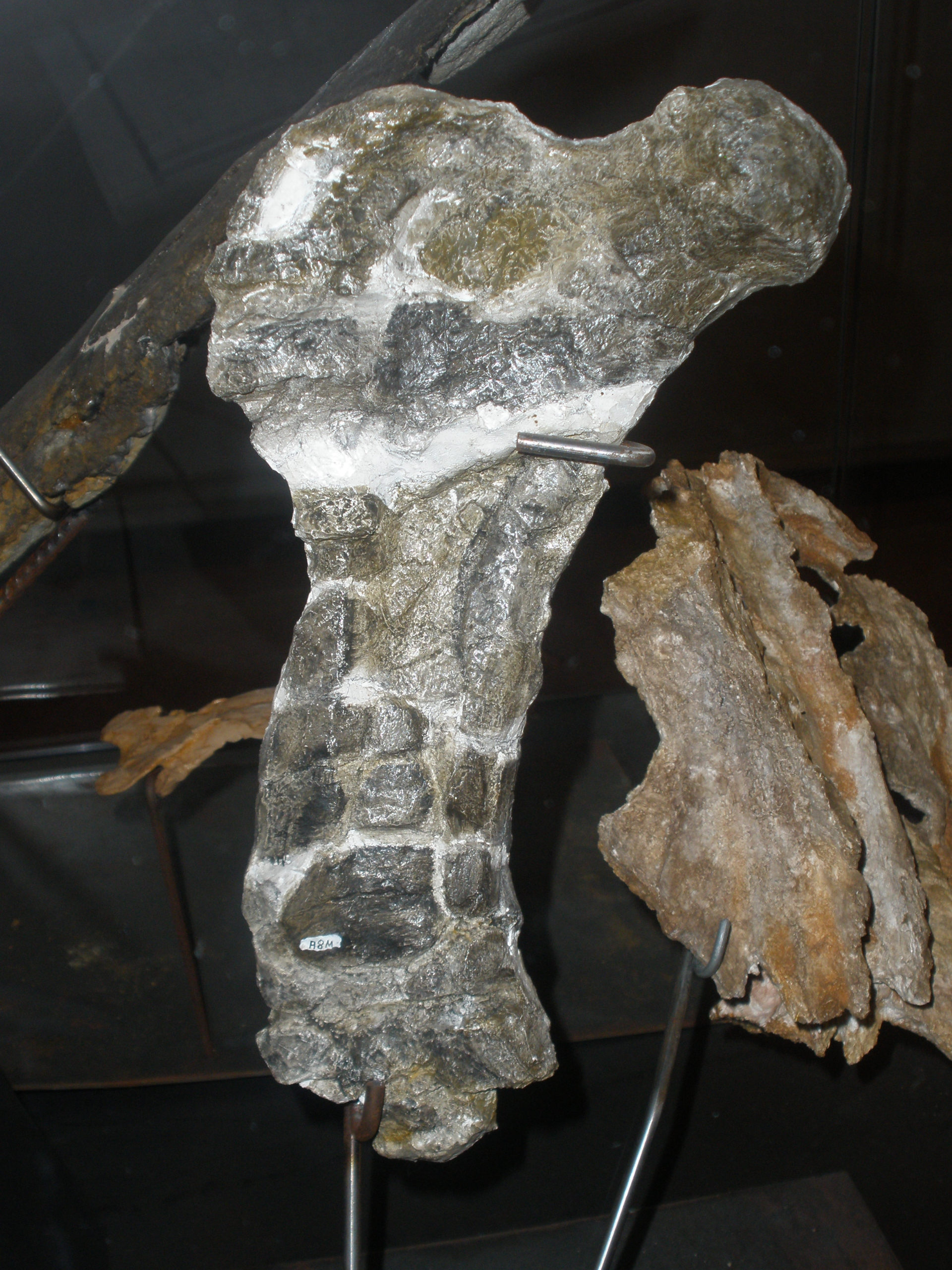
Kość udowa przypisywana do Gargantuavis

Ogólną budową skamieniałości Gargantuavis przypominają szczątki lepiej poznanych nielotów z rodziny Gastornithidae, takich jak Gastornis, różnił się jednak od nich m.in. większą liczbą kręgów tworzących synsakrum – u Gargantuavis było to co najmniej 10 kręgów, podczas gdy u Gastornithidae – 8. Taksony te nie są ze sobą blisko spokrewnione, ponieważ Gastornithidae należą do Neornithes, a Gargantuavis zajmuje bardziej bazalną pozycję. Kręgi tworzące synsakrum są ze sobą bardzo mocno zrośnięte, a rozróżnienie trzonów poszczególnych kręgów nie jest możliwe – liczbę kręgów można ustalić jedynie na podstawie liczby wyrostków poprzecznych.

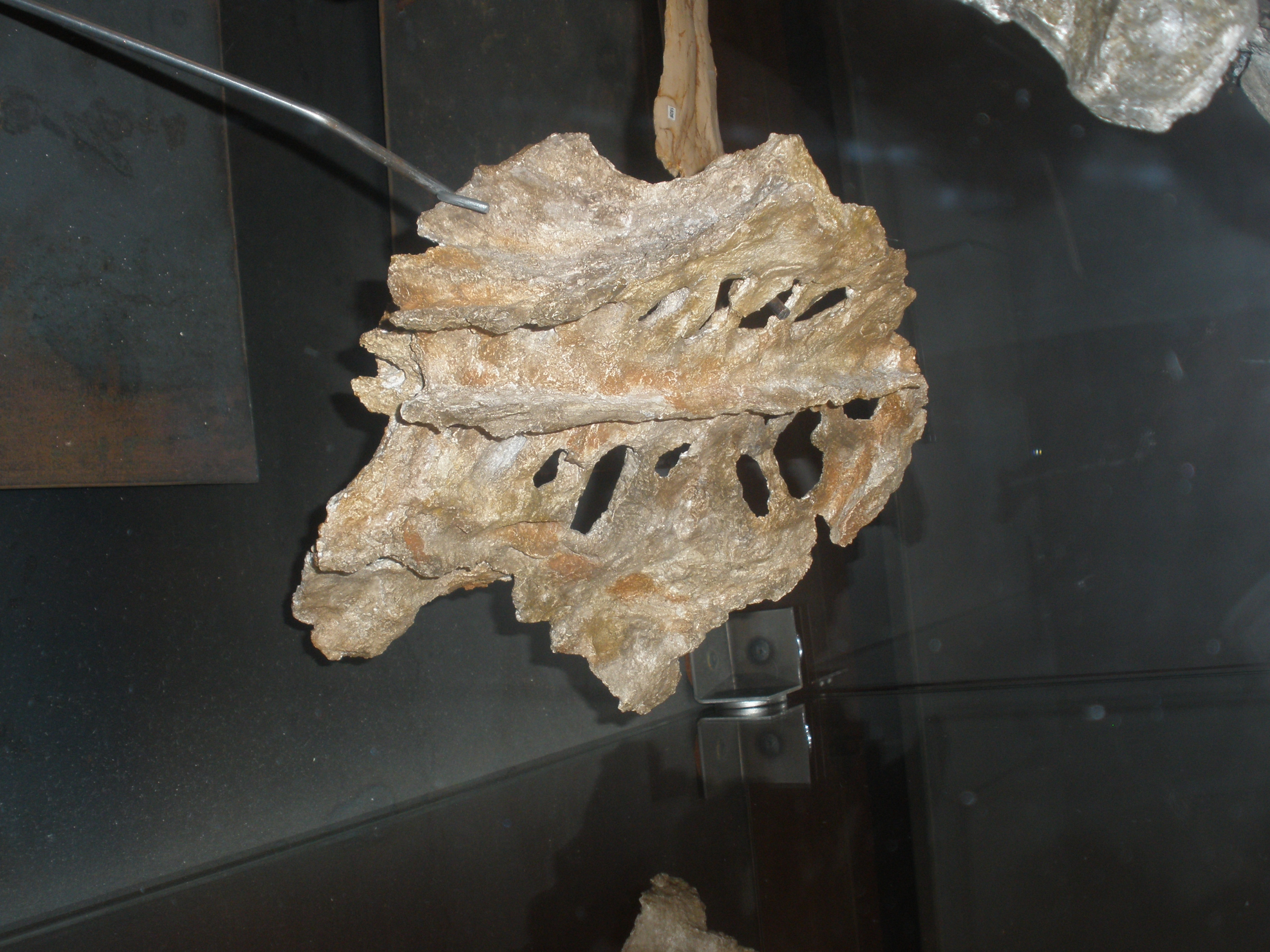
Kość miedniczna

W 2009 roku Gerald Mayr zacytował opinię Trevora Worthy’ego, według którego Gargantuavis może być w rzeczywistości pterozaurem. Miałyby na to wskazywać przednie położenie panewki stawu biodrowego i szeroka kość miedniczna. Mayr wskazał na fakt, że w miejscu odkrycia szczątków Gargantuavis, odnajdowano także skamieniałości pterozaurów z grupy Azhdarchidae. Buffetaut zgodził się, że panewka stawu biodrowego jest położona we względnie przedniej pozycji (na wysokości trzeciego lub czwartego wyrostka poprzecznego synsakrum), zwrócił jednak uwagę, że u pterozaurów panewka nie jest położona przednio. Wskazał także, że wiele dużych wymarłych nielotnych ptaków – takich jak moa, Dromornithidae i Gastornithidae – miało szerokie miednice. Ponadto kość udowa jest znacznie krótsza i masywniejsza niż u dużych azdarchidów. Także morfologia kręgu szyjnego z Cruzy potwierdza, że Gargantuavis jest ptakiem, a zaawansowane cechy, jak heterocelia, sugerują, że takson ten jest dość zaawansowanym przedstawicielem Ornithuromorpha, blisko spokrewnionym z Ornithurae. Budowa kręgu sugeruje, że rodzaj ten cechował się długą szyją i przypuszczalnie stosunkowo małą głową. Co najmniej dziesięć kręgów krzyżowych może wskazywać, że Gargantuavis jest ptakiem bliżej spokrewnionym ze współczesnymi niż Enantiornithes. Rozmiary szczątków wskazują, że osiągał on rozmiary zbliżone do kazuara lub strusia i ważył około 141 kg. Pod względem morfologii szkieletu Gargantuavis najbardziej przypomina znacznie mniejszego nielota Patagopteryx. Także histologia kości potwierdza ptasią naturę Gargantuavis.

## Paleobiologia i paleoekologia
Tereny, na których żył Gargantuavis, są względnie dobrze poznane – spośród dziesiątków tysięcy odkrytych kości tylko kilka należy do tego taksonu, co może sugerować, że należał on do bardzo rzadkich zwierząt. Buffetaut i Le Loeuff spekulują, że może to być wskazówka, iż Gargantuavis był mięsożercą, ponieważ stałocieplni mięsożercy są w danych ekosystemach znacznie mniej liczni od roślinożerców. Autorzy nie wykluczają jednak, że Gargantuavis żył w siedliskach, w których mniejsze jest prawdopodobieństwo fosylizacji. Może wskazywać na to fakt, że znane są głównie synsakra, które zwykle są jednymi z najtwardszych ptasich kości. Analiza histologiczna kości udowej wskazuje, że początkowy etap wzrostu (około 70%) był szybki, później natomiast tempo wzrostu zwalniało. Badany osobnik żył co najmniej dziesięć lat i zbliżał się do osiągnięcia dojrzałości szkieletowej. Mikrostruktura kości Gargantuavis przypomina tę u współczesnych kiwi z rodzaju Apteryx i wymarłych moa z rodzaju Megalapteryx. Stosunkowo długo trwający wzrost może być adaptacją do występowania na wyspach. Przy tak dużych rozmiarach, Gargantuavis prawdopodobnie składał bardzo duże jaja. W południowej Francji skamieniałe skorupki jaj są bardzo powszechne, ponieważ jednak nie zachowały się w nich zarodki, stwierdzenie, czy któreś z nich mogą należeć do Gargantuavis, jest niemożliwe.